# Feteira (Horta)
Feteira es una freguesia portuguesa perteneciente al municipio de Horta, situado en la Isla de Faial, Región Autónoma de Azores. Posee un área de 14,62 km² y una población total de 1 612 habitantes (2001). La densidad poblacional asciende a 110,3 hab/km². Posee 1 103 electores inscritos.
- Datos: Q1843755
- Multimedia: Feteira (Horta) / Q1843755

1. ↑  Worldpostalcodes.org,código postal n.º 9900-361.